# تاليتسا

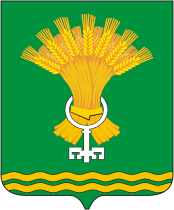
شعار المدينة

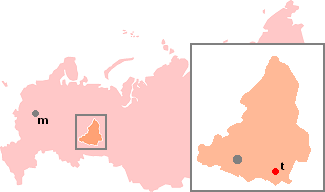
موقع تاليتسا (بالأحمر)

تاليتسا (بالروسية: Талица) هي إحدى مدن روسيا في الكيان الفدرالي الروسي سفيردلوفسك أوبلاست.